# Flash (Ditonellapiaga)
Flash è il secondo album in studio della cantautrice italiana Ditonellapiaga, pubblicato il 10 maggio 2024.

## Descrizione
Il progetto discografico si compone di dieci tracce, scritte dalla stessa artista, presentando quattro collaborazioni con Gaia, Coma Cose, Fulminacci e Whitemary. Tematicamente i brani trattano il corpo della donna come espressione politica e del passaggio dall'adolescenza all'età adulta.
In un'intervista concessa a TV Sorrisi e Canzoni, l'artista ha descritto il processo di scrittura e ricerca artistica dell'album:

## Promozione
Dopo un anno di quasi totale assenza dalle scene, nell'ottobre 2023 l'artista ha pubblicato il singolo Fossi come te, annunciando l'imminente arrivo di un nuovo progetto discografico. Nel gennaio 2024 ha pubblicato il secondo singolo È tutto vero, diffondendo il relativo videoclip ufficiale in anteprima attraverso la rivista musicale Rolling Stone Italia. Seguono i singoli Mary e Tu con me hai chiuso, entrambi pubblicati nei mesi successivi. Prima della pubblicazione del disco, l'artista ha proposto dal vivo alcuni di questi brani durante il Concerto del Primo Maggio di Roma, nonché in altre trasmissioni televisive e radiofoniche.

## Tracce
Musiche di Giorgio Pesenti, Iacopo Sinigaglia, eccetto dove indicato.
1. Ti dirò – 4:01 (testo:  Margherita Carducci, Francesco Fugazza – musica: Francesco Fugazza)
2. Dna (feat. Coma_Cose) – 2:32 (testo: Margherita Carducci, Francesco Fugazza, Fausto Zanardelli – musica: Francesco Fugazza, Iacopo Sinigaglia)
3. Fossi come te – 3:03 (testo: Margherita Carducci, Giorgio Pesenti)
4. È tutto vero – 2:48 (testo: Margherita Carducci, Edoardo Castroni, Edoardo Ruzzi)
5. Una (feat. Gaia) – 2:59 (testo: Margherita Carducci, Alessandro Casagni, Gaia Gozzi, Benjamin Ventura – musica: Alessandro Casagni, Benjamin Ventura)
6. Come prima (feat. Fulminacci) – 3:08 (testo: Margherita Carducci, Giorgio Pesenti, Filippo Uttinacci – musica: Giorgio Pesenti)
7. Tu con me hai chiuso – 3:20 (testo: Margherita Carducci, Alessandro Casagni, Benjamin Ventura, Paolo Zou – musica: Alessandro Casagni, Iacopo Sinigaglia, Benjamin Ventura)
8. Mary – 3:45 (testo: Margherita Carducci, Dario Mangiaracina, Veronica Lucchesi)
9. Non resisto (feat. Whitemary) – 3:33 (testo: Margherita Carducci, Alessandro Casagni, Biancamaria Scoccia, Benjamin Ventura – musica: Alessandro Casagni, Biancamaria Scoccia, Benjamin Ventura)
10. Pazza di te – 3:06 (testo: Margherita Carducci, Alessandro Casagni, Benjamin Ventura – musica: Alessandro Casagni, Benjamin Ventura)

Tracce bonus nella riedizione digitale
1. Latitante – 2:55 (Margherita Carducci, Edoardo Castroni, Edoardo Ruzzi)
2. ILY – 2:50 (testo: Margherita Carducci, Giorgio Pesenti – musica: Giorgio Pesenti)

## Classifiche
| Classifica (2024) | Posizione massima |
| ----------------- | ----------------- |
| Italia            | 54                |